# Tromlingene
Tromlingene ist eine Inselgruppe und liegt in der Kommune Arendal in Agder, Norwegen, vor der größten Insel der Kommune, Tromøy. Sie ist Teil des Moränen-Landschaftsschutzgebietes und der erste Ort südlich von Jomfruland, an dem die Moräne sich aus dem Meer erhebt.

## Flora & Fauna
Der östliche Teil der Insel umfasst ein Vogelschutzgebiet, der westliche Teil steht unter Naturschutz auf Grund seiner wertvollen Feuchtgebiete. Die Flora besteht hauptsächlich aus Grasarten und kann von Wacholder durchsetzt sein. Es wachsen keine Bäume auf der Insel und der Boden besteht aus Sand und Kiesel. Dennoch gibt es eine Artenvielfalt von über 200 verschiedenen Pflanzen und rund 130 Vogelarten, darunter rund 30 verschiedene Watvögel.

## Namensherkunft
Tromlingene bedeutet Småtromøyene (Kleine Trominseln). Der Name selbst kommt vom Wort Þruma und stammt möglicherweise von thramer ab, welches Rand oder Kante bedeutet.

## Geschichte
Tromlingene wird in mehreren, älteren Texten erwähnt und es sind 29 große und kleine Steinhügelgräber aus dem Bronzezeitalter und der Wikingerzeit dokumentiert. Im Jahr 1207 fand hier eine Schlacht zwischen den Parteien birkebeinerne und baglerne statt.